# Hishimonus spiniferous
Hishimonus spiniferous är en insektsart som beskrevs av Kuoh 1976. Hishimonus spiniferous ingår i släktet Hishimonus och familjen dvärgstritar. Inga underarter finns listade i Catalogue of Life.